# Sotoo Hilisimaetano
Sotoo Hilisimaetano is een bestuurslaag in het regentschap Nias Selatan van de provincie Noord-Sumatra, Indonesië. Sotoo Hilisimaetano telt 682 inwoners (volkstelling 2010).